# Arquivo (álbum)
| Críticas profissionais | Críticas profissionais |
| Avaliações da crítica  | Avaliações da crítica  |
| Fonte                  | Avaliação              |
| ---------------------- | ---------------------- |
| AllMusic               | 4.5 de 5 estrelas.     |

Arquivo é a primeira coletânea dos Paralamas do Sucesso, lançada em 1990. Traz uma faixa inédita ("Caleidoscópio") e uma regravação do hit "Vital e Sua Moto".

## Faixas
1. Caleidoscópio (Herbert Vianna)
2. Óculos (Herbert Vianna)
3. Cinema Mudo (Herbert Vianna)
4. Alagados (Herbert Vianna / Bi Ribeiro / João Barone)
5. Lanterna dos Afogados (Herbert Vianna)
6. Melô do Marinheiro (Bi Ribeiro / João Barone)
7. Vital e Sua Moto (versão 90) (Herbert Vianna)
8. O Beco (Herbert Vianna / Bi Ribeiro / João Barone)
9. Meu Erro (Herbert Vianna)
10. Perplexo (Herbert Vianna / Bi Ribeiro / João Barone)
11. Me Liga (Herbert Vianna)
12. Quase Um Segundo (Herbert Vianna)
13. Selvagem (Herbert Vianna / Bi Ribeiro/ João Barone)*
14. Romance Ideal (Herbert Vianna / Martin Cardoso)*
15. Será que Vai Chover ? (Herbert Vianna)*
16. Ska (Herbert Vianna)*

*-Presentes apenas na versão em CD
- Faixas 3 e 7 (regravação): Cinema Mudo
- Faixas 2, 9, 11, 14 e 16: O Passo do Lui
- Faixas 4, 6 e 13: Selvagem?
- Faixa 15: D
- Faixas 8 e 12: Bora-Bora
- Faixas 5 e 10: Big Bang